# Ascósporo

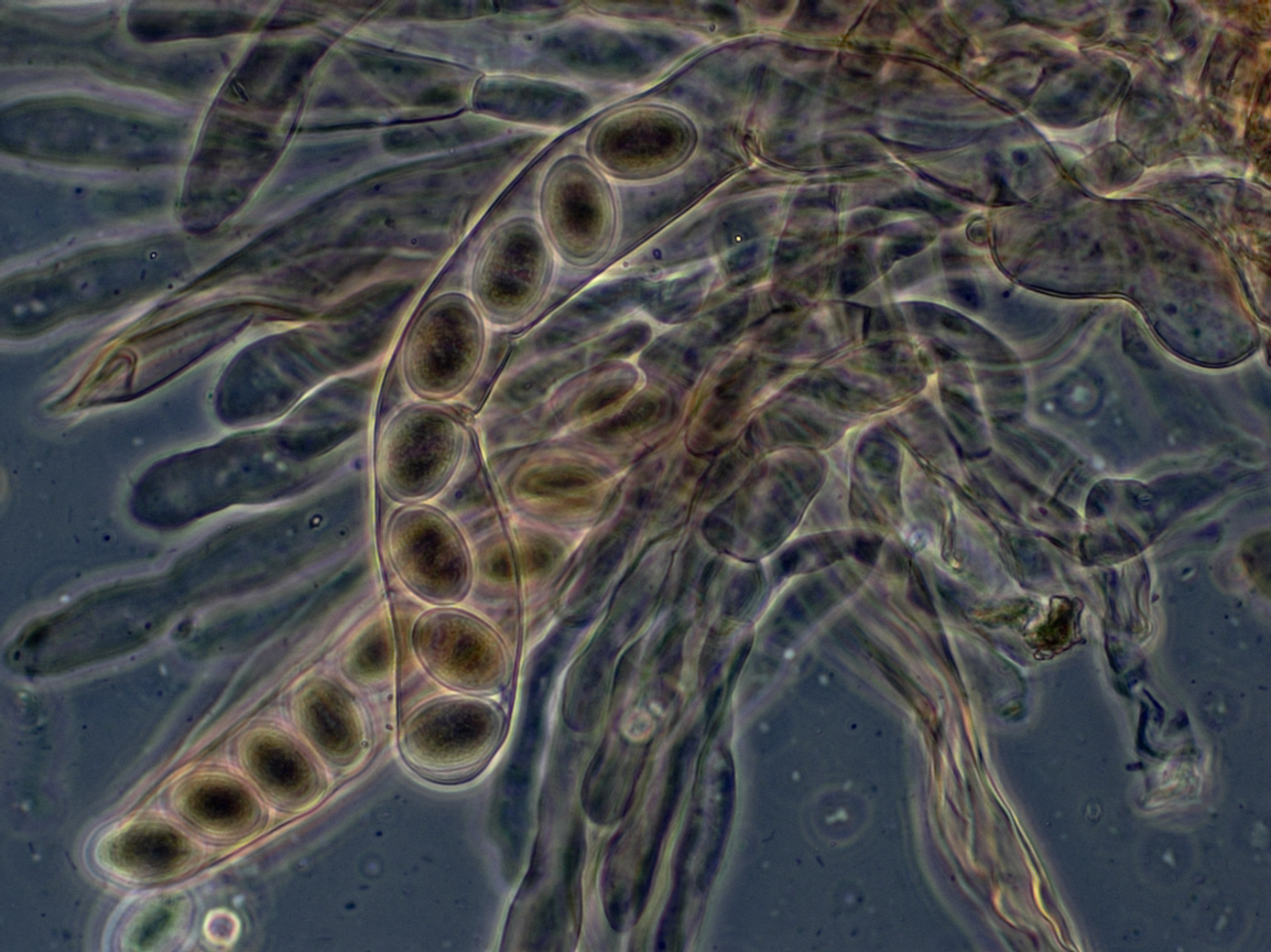
Ascos de Morchella elata, contendo ascósporos.

Ascósporos são formados no interior de uma estrutura especial denominada asco.
Inicialmente o asco é uma célula com dois núcleos n (dicariótica), que se fundem originando um núcleo 2n (diplóide). Este sofre meiose, formando quatro núcleos haplóides. Na maioria das espécies, eles se dividem mais uma vez, agora por mitose, originando um total de oito células haplóides(n), que são os ascósporos. Em substrato, desses ascósporos nascerão novas hifas e novos ascos.